# Attitude Adjustment
Attitude Adjustment ist eine US-amerikanische Crossover-Band aus San Francisco, Kalifornien, die seit 1983 mit Unterbrechungen aktiv ist. Die Gruppe war in ihrer Anfangszeit kurzzeitig unter dem Namen Homicidal Youth tätig.

## Geschichte
Der Ursprung der Band geht auf das Duo bestehend aus Chris Kontos und Eric McIntire (damals noch Smith) zurück, das im Sommer 1983 zusammen jammte. Der erste Auftritt folgte zusammen mit Fang und The Burning Witches. Kurze Zeit später stieß der Sänger Nick Colgien hinzu und die Gruppe nannte sich Homicidal Youth. Die Band war daraufhin bei Maximum Rock'n Roll auf dem Radiosender KPFA zu hören. Danach kam der Bassist Rick Strahl hinzu, der gerade aus Deutschland in die USA gezogen war. Strahl hatte die Musiker zuvor im Plattenladen The Record Store in Walnut Creek kennengelernt. 1984 bestand die Band aus dem Bassisten Strahl, dem Schlagzeuger Kontos, dem Gitarristen McIntire und dem Sänger Kevin Reed. Die Band erhielt ihren Namen im Winter 1984 durch einen Freund Mike Kennet, der beim Skaten von einem betrunkenen Fremden dergestalt beschimpft wurde, dass ihm eine „Attitude Adjustment“ (also etwa eine „Verhaltensanpassung“) zuteil würde, wenn er nicht verschwände. Für die folgenden Monate schlossen sich Auftritte an, ehe Reed auf einen staatlichen Camping-Trip gesandt wurde, woraufhin der Sänger Andy „Airborne“ Andersen und der Gitarrist Chris Scaparro dazustießen. Anfang 1985 wurde das Demo Dead Serious aufgenommen. Die Aufnahmen hierzu hatten in den Peter Miller Studios mit dem Tontechniker Eric Kauschen stattgefunden. Als Produzent war Doug Piercy tätig. Im Sommer des Jahres, kurz bevor die Gruppe mit Aufnahmen für Pusmort Records begann, trennte sich die Band von Eric McIntire. Im Herbst 1986 erschien bei dem Label das Debütalbum American Paranoia, jedoch hatte die Gruppe sich ein paar Tage vor der Veröffentlichung bereits aufgelöst.
Im folgenden Jahr trat die Band wieder in Erscheinung. Sie bestand nun aus Kontos, Reed, McIntire und dem Bassisten Keith Medeiros. Daraufhin ging es auf eine kurze Tournee entlang der Westküste der Vereinigten Staaten. 1988 wurde die EP No More Mr. Nice Guy mit Ray Vegas am Bass aufgenommen. Auf dem 1991er Album Out of Hand ist Sean Sutton als neuer Gitarrist zu hören, während Vegas zur E-Gitarre und Eric McIntire von der E-Gitarre zum Bass gewechselt hatte. Der Veröffentlichung schlossen sich Auftritte mit Discharge, Danzig, Testament und Poison Idea an. Verschiedene Dinge wie Drogen, Kämpfe, musikalische und persönliche Differenzen sowie Freundinnen der Mitglieder, die gegen das Projekt waren, bewirkten jedoch Ende 1991 die Auflösung der Band.
2007 fand die Gruppe in veränderter Besetzung erneut zusammen. Sie setzte sich neben Reed, Kontos und McIntire aus dem Gitarristen Yapple Rueles und dem Bassisten Greg Orr zusammen. Danach ging es auf Tournee durch Kanada, die USA und Europa. Das Album No Way Back erschien 2011 bei Taang! Records. Im Herbst 2012 ging es zusammen mit Napalm Death und Municipal Waste auf Tour. in ihrer Karriere trat die Gruppe bisher unter anderem auch zusammen mit Dirty Rotten Imbeciles, Suicidal Tendencies, Circle Jerks, Rich Kids on LSD und NOFX auf.

## Stil
Laut GlassPipeMurder von punknews.org ist auf The Collection eine rotzige Mischung aus Thrash Metal und Punk zu hören. Die Lieder würden juvenile Texten enthalten, während die Songs voller halbgarer Ideen seien. Der erste Teil der Kompilation, den American Paranoia bildet, sei voller primitiver Aggressionen und Jugendlichkeit. No More Mr. Nice Guy sei „heavier“, was vor allem durch den neuen Sänger Kevin Reed bewirkt werde, der tiefer growle, die Qualität der Texte sei jedoch immer noch nicht befriedigend. Der letzte Teil Out of Hand gehe in eine metallischere Richtung und verwende eine zweite E-Gitarre. Auch setze man für Death Metal typisches Gebrüll ein. Zudem seien in manchen Liedern starke Thrash-Metal-Anleihen hörbar, textlich habe sich die Gruppe verbessert. Ollie Fröhlich vom Ox-Fanzine schrieb in seiner Rezension zu No Way Back, dass hierauf purer und simpler Hardcore Punk zu hören ist, der energiegeladen und aggressiv sei. Die Gitarren-Riffs würden sich zwischen Hardcore Punk und Metal bewegen, die Texte seien gesellschaftskritisch und wütend geshoutet.

## Diskografie
- 1985: Dead Serious (Demo, Eigenveröffentlichung)
- 1986: American Paranoia (Album, Pusmort Records)
- 1987: Destruction's End (Single, Eva-Tone Records)
- 1988: No More Mr. Nice Guy (EP, A Matter of Image Records)
- 1991: Out of Hand (Album, In Your Face Records)
- 1993: American Paranoia & More (Kompilation, Bitzcore Records)
- 1993: Out Of Hand / No More Mr. Nice Guy (Kompilation, Bitzcore Records)
- 1996: True to the Trade (EP, Rise Above It Records)
- 2010: The Collection (Kompilation, Taang! Records)
- 2011: No Way Back (Album, Taang! Records)
- 2016: Terrorize (EP, Beer City Records)